# Kao Miura
Kao Miura (jap. 三浦 佳生 Miura Kao; ur. 8 czerwca 2005 w Tokio) – japoński łyżwiarz figurowy, startujący w konkurencji solistów. Mistrz (2023) i brązowy medalista czterech kontynentów (2022), mistrz świata juniorów (2023), medalista zawodów z cyklu Grand Prix, mistrz Japonii juniorów (2022).

## Osiągnięcia
| Zawody                                | 14–15          | 15–16          | 16–17          | 17–18          | 18–19          | 19–20          | 20–21          | 21–22          | 22–23          | 23–24          |                |                |                |                |                |                |                |                |
| Międzynarodowe                        | Międzynarodowe | Międzynarodowe | Międzynarodowe | Międzynarodowe | Międzynarodowe | Międzynarodowe | Międzynarodowe | Międzynarodowe | Międzynarodowe | Międzynarodowe | Międzynarodowe | Międzynarodowe | Międzynarodowe | Międzynarodowe | Międzynarodowe | Międzynarodowe | Międzynarodowe | Międzynarodowe |
| ------------------------------------- | -------------- | -------------- | -------------- | -------------- | -------------- | -------------- | -------------- | -------------- | -------------- | -------------- | -------------- | -------------- | -------------- | -------------- | -------------- | -------------- | -------------- | -------------- |
| Mistrzostwa świata                    |                |                |                |                |                |                |                |                |                | 8              |                |                |                |                |                |                |                |                |
| Mistrzostwa czterech kontynentów      |                |                |                |                |                |                |                | 3              | 1              |                |                |                |                |                |                |                |                |                |
| GP Finał Grand Prix                   |                |                |                |                |                |                |                |                | 5              | 5              |                |                |                |                |                |                |                |                |
| GP Grand Prix Espoo                   |                |                |                |                |                |                |                |                |                | 1              |                |                |                |                |                |                |                |                |
| GP NHK Trophy                         |                |                |                |                |                |                | 6              | 8              |                |                |                |                |                |                |                |                |                |                |
| GP Skate America                      |                |                |                |                |                |                |                |                | 2              |                |                |                |                |                |                |                |                |                |
| GP Skate Canada International         |                |                |                |                |                |                |                |                | 2              | 2              |                |                |                |                |                |                |                |                |
| CS Finlandia Trophy                   |                |                |                |                |                |                |                |                |                | 1              |                |                |                |                |                |                |                |                |
| Międzynarodowe: Kategorie młodzieżowe |                |                |                |                |                |                |                |                |                |                |                |                |                |                |                |                |                |                |
| Mistrzostwa świata juniorów           |                |                |                |                |                |                |                | 13             | 1              |                |                |                |                |                |                |                |                |                |
| JGP na Łotwie                         |                |                |                |                |                | 7              |                |                |                |                |                |                |                |                |                |                |                |                |
| Asian Open Trophy                     |                |                |                | 1 A            |                |                |                |                |                |                |                |                |                |                |                |                |                |                |
| Bavarian Open                         |                |                |                | 1 A            |                |                |                |                |                |                |                |                |                |                |                |                |                |                |
| Krajowe                               |                |                |                |                |                |                |                |                |                |                |                |                |                |                |                |                |                |                |
| Mistrzostwa Japonii                   |                |                |                |                |                |                | 7              | 4              | 6              |                |                |                |                |                |                |                |                |                |
| Mistrzostwa Japonii juniorów          |                |                |                | 13             | 8              | 8              | 2              | 1              |                |                |                |                |                |                |                |                |                |                |
| Mistrzostwa Japonii novice            | 6 B            | 4 B            | 4 A            | 1 A            |                |                |                |                |                |                |                |                |                |                |                |                |                |                |